# Акронихия
Акронихия (лат. Acronychia) — род деревьев или кустарников семейства Рутовые (Rutaceae).
Представители рода произрастают в Малайзии, Австралии и Индии.
Кустарники или маленькие деревья. Листья кожистые, 1-3-листочковые, обратнояйцевидные, эллиптические, продолговато-эллиптические. Цветки мелкие, белые, кремовые или светло-жёлтые.

## Классификация

### Таксономия
Род Акронихия входит в семейство Рутовые (Rutaceae) порядка Сапиндоцветные (Sapindales).
|  |                                      |  |                                                             |                                                             |                   |  | ещё 8 семейств (согласно Системе APG II) |                     |                     |        |
|  |                                      |  |                                                             |                                                             |                   |  |                                          |                     |                     | 51 вид |
|  |                                      |  |                                                             | порядок Сапиндоцветные                                      |                   |  |                                          |                     | род Акронихия       |        |
|  |                                      |  |                                                             | порядок Сапиндоцветные                                      |                   |  |                                          |                     | род Акронихия       |        |
|  | отдел Цветковые, или Покрытосеменные |  |                                                             |                                                             | семейство Рутовые |  |                                          |                     |                     |        |
|  | отдел Цветковые, или Покрытосеменные |  |                                                             |                                                             |                   |  |                                          |                     |                     |        |
|  |                                      |  | ещё 44 порядка цветковых растений (согласно Системе APG II) | ещё 44 порядка цветковых растений (согласно Системе APG II) |                   |  |                                          | ещё более 160 родов | ещё более 160 родов |        |
|  |                                      |  |                                                             | ещё 44 порядка цветковых растений (согласно Системе APG II) |                   |  |                                          |                     | ещё более 160 родов |        |

## Виды
По информации базы данных The Plant List (2013), род включает 51 вид:
- Acronychia aberrans T.G.Hartley
- Acronychia acidula F.Muell. — Лимонная осина, или Акронихия кислая
- Acronychia acronychioides (F.Muell.) T.G.Hartley
- Acronychia acuminata T.G.Hartley
- Acronychia arfakensis Gibbs
- Acronychia baeuerlenii T.G.Hartley
- Acronychia brassii T.G.Hartley
- Acronychia carrii T.G.Hartley
- Acronychia cartilaginea T.G.Hartley
- Acronychia chooreechillum (F.M.Bailey) C.T.White
- Acronychia crassipetala T.G.Hartley
- Acronychia cuspidata Lauterb.
- Acronychia dimorphocalyx T.G.Hartley
- Acronychia emarginata Lauterb.
- Acronychia eungellensis T.G.Hartley & B.Hyland
- Acronychia foveata T.G.Hartley
- Acronychia glauca T.G.Hartley
- Acronychia goniocarpa Merr. & L.M.Perry
- Acronychia gurakorensis T.G.Hartley
- Acronychia imperforata F.Muell.
- Acronychia intermedia T.G.Hartley
- Acronychia kaindiensis T.G.Hartley
- Acronychia laevis J.R.Forst. & G.Forst. typus[3]
- Acronychia ledermannii Lauterb.
- Acronychia leiocarpa P.S.Green
- Acronychia littoralis T.G.Hartley & J.Williams
- Acronychia macrocalyx T.G.Hartley
- Acronychia montana T.G.Hartley
- Acronychia murina Ridl.
- Acronychia normanbiensis T.G.Hartley
- Acronychia oblongifolia (A.Cunn. ex Hook.) Endl. ex Heynh.
- Acronychia octandra (F.Muell.) T.G.Hartley
- Acronychia papuana Gibbs
- Acronychia parviflora C.T.White
- Acronychia pauciflora C.T.White
- Acronychia pedunculata (L.) Miq. — Акронихия черешчатая
- Acronychia pubescens (F.M.Bailey) C.T.White — Акронихия пушистая
- Acronychia pullei Lauterb.
- Acronychia reticulata Lauterb.
- Acronychia richards-beehleri Takeuchi
- Acronychia rubescens Lauterb.
- Acronychia rugosa T.G.Hartley
- Acronychia schistacea T.G.Hartley
- Acronychia similaris T.G.Hartley
- Acronychia smithii T.G.Hartley
- Acronychia suberosa C.T.White
- Acronychia trifoliolata Zoll. & Moritzi
- Acronychia vestita F.Muell.
- Acronychia wabagensis T.G.Hartley
- Acronychia wilcoxiana (F.Muell.) T.G.Hartley
- Acronychia wisseliana T.G.Hartley

Ещё довольно большое число видовых названий этого рода имеют в The Plant List (2013) статус unresolved name, то есть относительно этих названий нельзя однозначно сказать, следует ли их использовать как названия самостоятельных видов — либо их следует свести в синонимику других таксонов.